# ストレーキ
ストレーキ又はストレーク（strake）は、航空機の胴体や機首の側面に設けられたフィンのことで、特に主翼付け根の前縁部分を前方に延長したものは前縁付け根延長 (Leading Edge Root eXtension) 、略してLERX、またはLEX(Leading Edge eXtension)とも呼ばれる。なお日本ではストレーキという発音で広まっているが、英語での発音により忠実な日本語表記はストレーク（ストレィク）である。

## LERXの概要

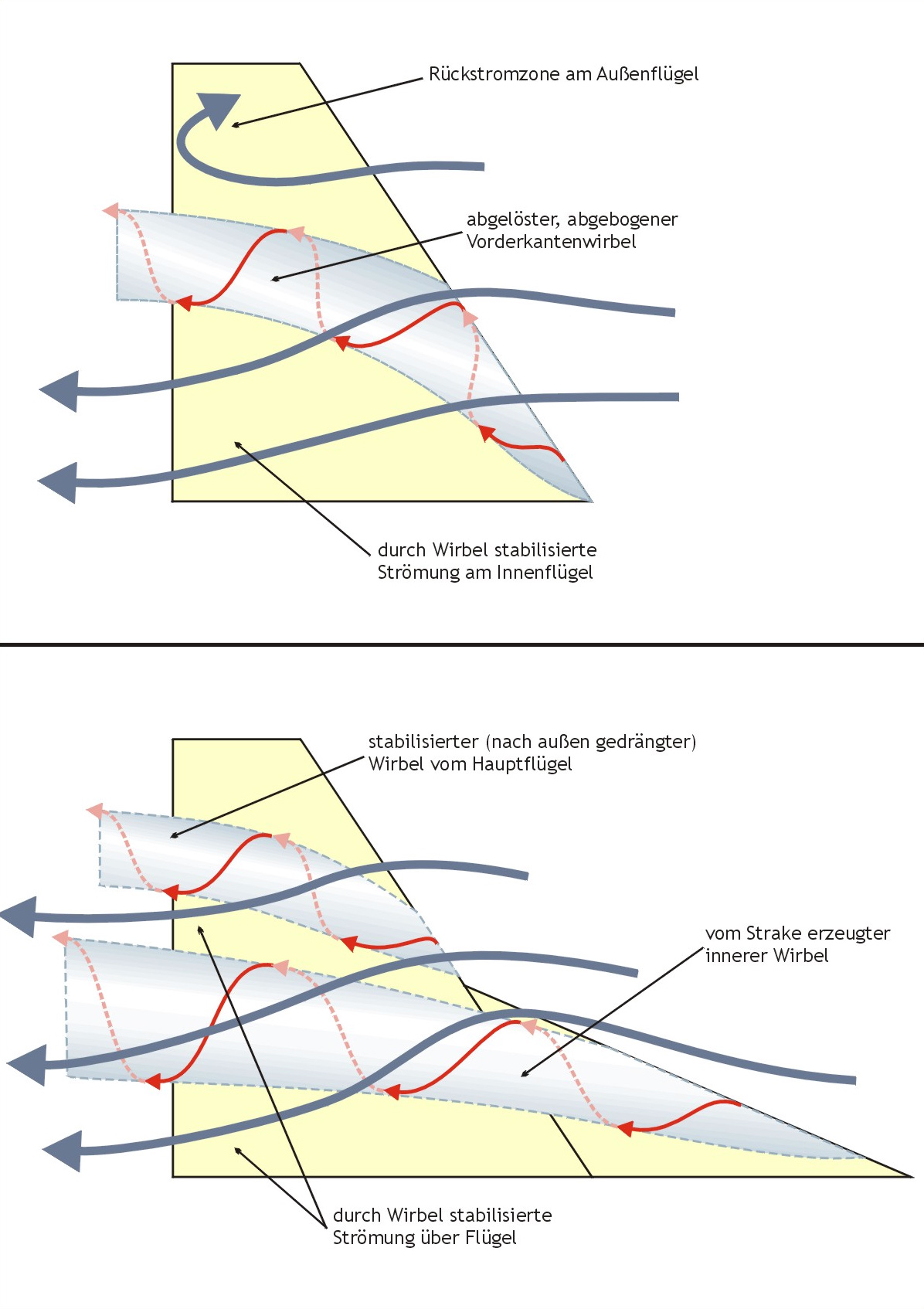
LERXの有無の比較。LERX有の方が強い縦渦が発生していることがわかる

翼の前後方向の長さが大きいものは、大迎角時に渦を発生させる効果がある。LERXはこの効果を利用し、発生させた渦を用いて気流を誘導し主翼周囲の圧力分布を整える事で、大迎角時における翼上面の気流の剥離を抑えるものであり、失速速度以下での大迎え角飛行でも機体の安定を確保できるようになった。またLERX自体も渦により揚力を発生させる。これにより離着陸性能の改善、急旋回時における失速の防止による旋回性能の上昇を図るものである。
LERXの最初の採用例として知られるのは、ノースロップ社のF-5戦闘機である。本来は前縁フラップの作動器の収納スペースを確保するためにこれを設けたのであるが、偶然にもこれが離着陸性能の向上に役立っている事が発見された。この設計はノースロップ社の次作YF-17試作戦闘機およびこれを原型とする戦闘攻撃機F/A-18にも採用された。F-5と異なり、意図的に設けられたLERXは巨大なものであった。これによりF/A-18は、高翼面荷重の設計でありながら高い離着陸性能と運動性を持つことで知られ、海軍艦載機として多用途に活躍できるマルチロール機としての地位を確立した。
LERXを用いた機体には、大迎角をとった時や高機動時にはLERX上部に渦が生じて気圧が下がり、その後部に雲状の水滴が発生するのが確認できる。

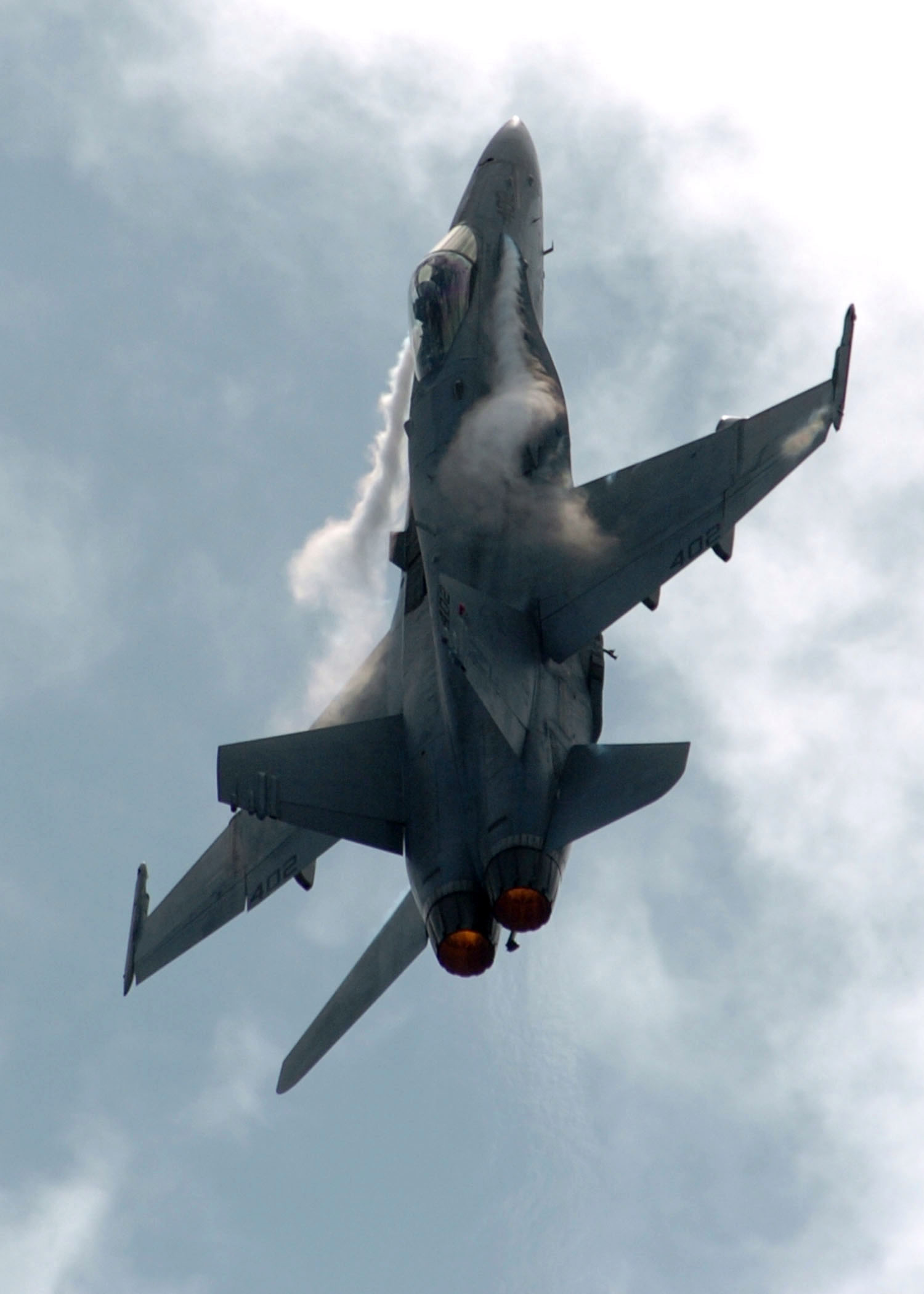
LERXで作られる渦が良く分かるF/A-18の写真

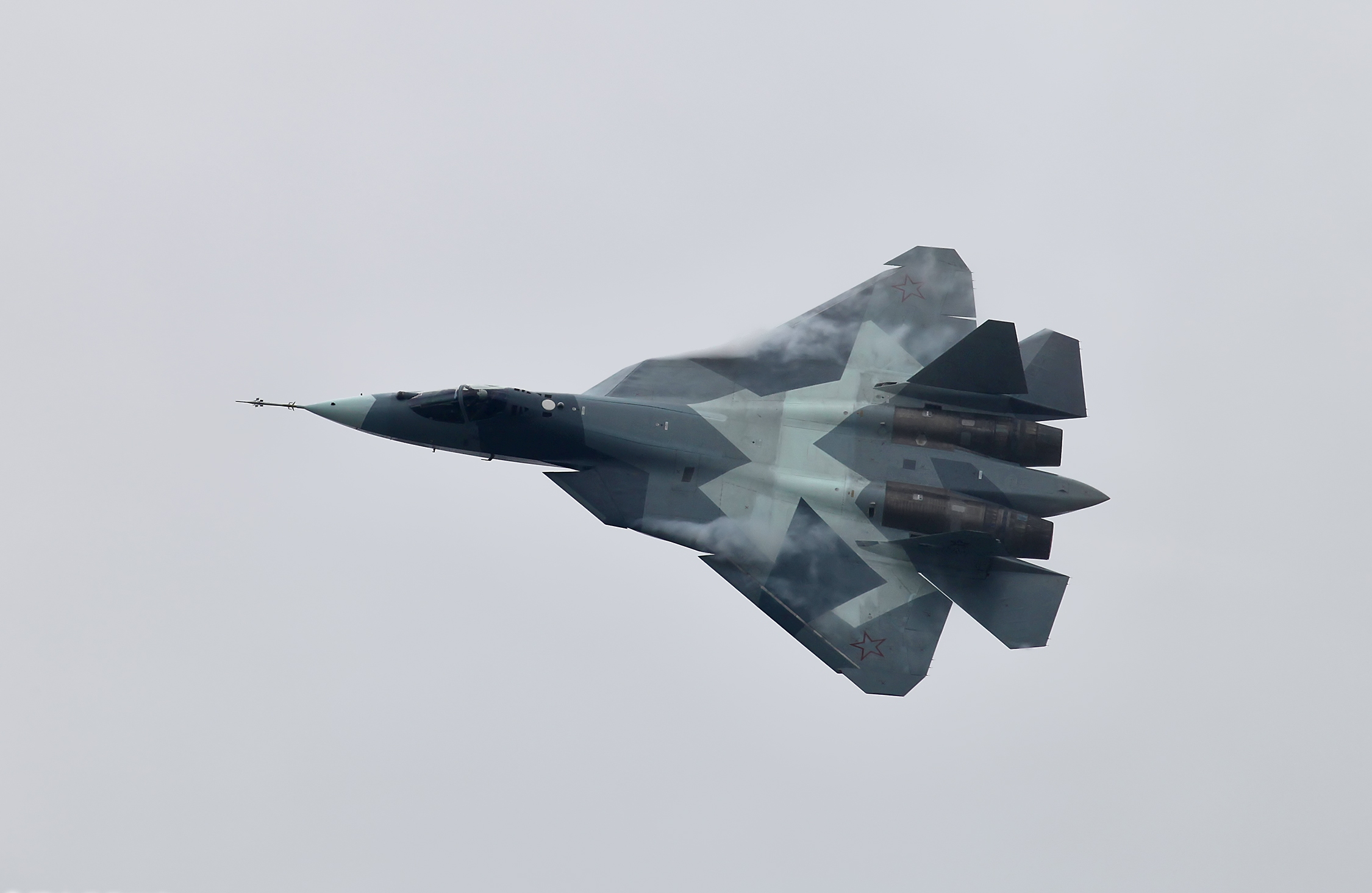
高機動中のSu-57試作機T-50。LEVECONがやや下方に下げられているのがわかる

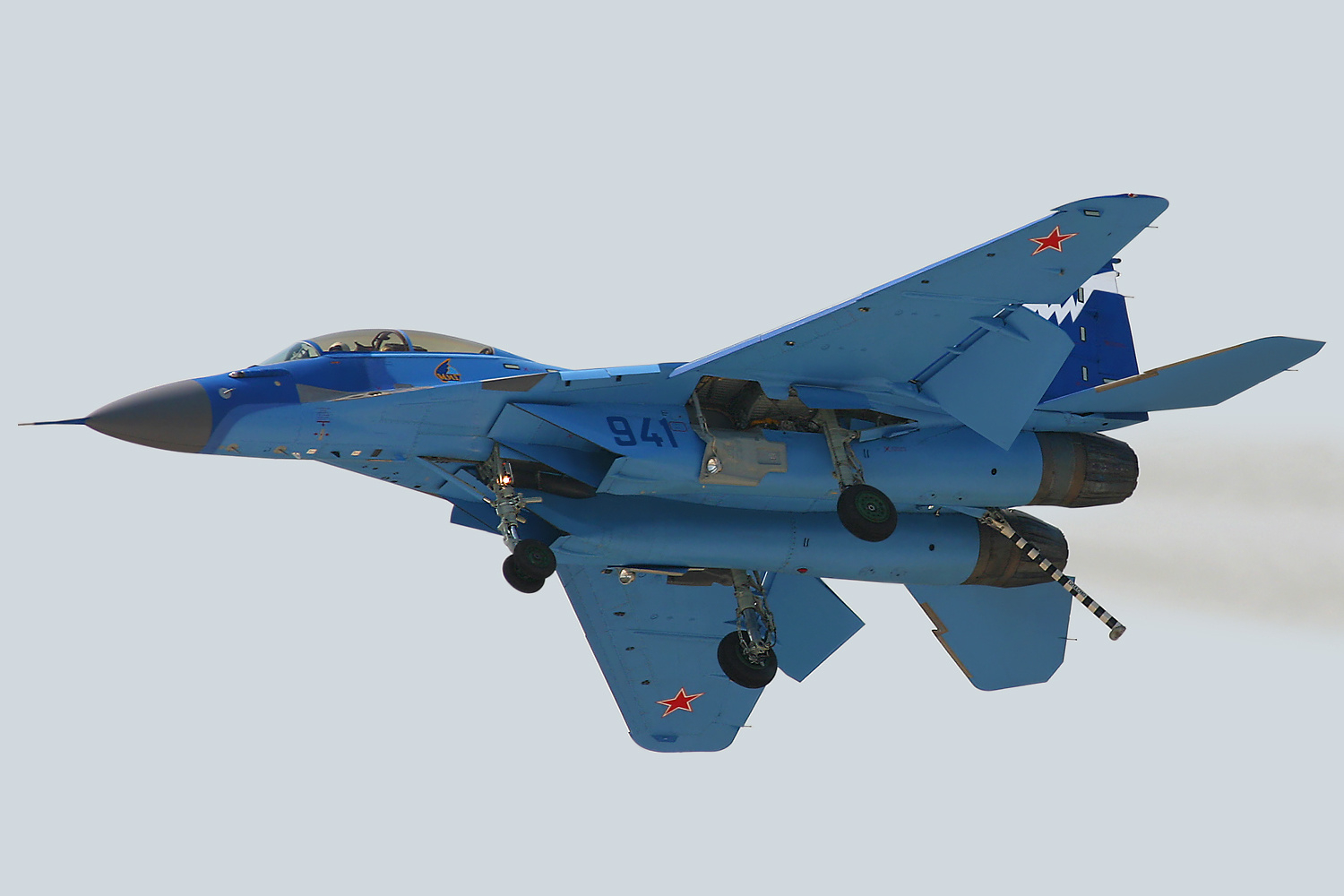
LERXのクルーガーフラップを展開するMIG-29K

また、F-5よりも若干開発時期の早いサーブ 35 ドラケンの主翼形状は「ダブルデルタ翼」と称しており、ノースロップ社の開発したLERXとは全く関連は無いものの、原理的には全く同等のものである。無尾翼機(デルタ翼機)の場合はその形状のためフラップを採用することが困難なため離着陸性能に難があるのが欠点であるが、ダブルデルタ翼の採用によって、大幅に改善している。
その他、F-15の主翼付け根部分の膨らみも、LERXと全く同等の働きをしていることで知られる。応用としてBAe ホーク練習機の後期型では水平尾翼の前縁部分にLERXと同様のフィンを取り付けており、これは、SMURF（側面装着式下側付け根フィン）と呼ばれる。
欠点としては、空気抵抗が大きくなることが挙げられる。発生する渦が周囲の空気を引っ張りこみ、機体もこの流れに巻き込まれ後ろ方向への強い力を受けるためである。無尾翼機であれば尾翼が無いことによる空気抵抗減少効果のほうが上回るのだが、通常の尾翼つき形式で、かつ特に巨大なLERXを持つF/A-18および発展形のF/A-18E/Fにおいてはその欠点が著しく、小型・大推力の高性能エンジンを搭載してもなお目立つ加速性能の不足は、これらの機体の弱点として挙げられている。
この欠点を改善する方法としては、ブレンデッドウィングボディ形式と併用して、胴体とLERXを滑らかにつないで、抵抗を減らす手法が存在する。M3の高速を誇る偵察機SR-71は、LERXとブレンデッドウィングボディ形式を併用した代表例である。F-16も同様であり、F/A-18よりも加速性能に勝っている。
また双垂直尾翼の機体に用いる場合、渦の発生位置と尾翼の取り付け位置を考慮して設計しないとLERXで発生した渦が垂直尾翼を直撃し気流が乱れたり、垂直尾翼を破損させる場合がある。そのかわりに垂直尾翼の効きを、特に大迎角時の効きを高める効果もある。F-16ではその影響も考慮し単垂直尾翼となっている。
LERXを可動式にするアイデアもあり、Su-57ではエアインテーク前方にLEVCON（Leading Edge Vortex CONtroller:前縁渦流制御装置）と呼ばれる可動式LERXが設けられている。また、MIG-29MはLERX下にクルーガーフラップが追加され、後縁の2重隙間フラップと前端フラップと組み合わせることにより着陸時の操縦性を向上させている。
ただし、LERXと全く同等の効果は、カナードつきデルタ翼形式においても達成できる。その最初の例となったのはサーブ 37 ビゲンである。小型のカナードを付加した程度では空気抵抗は大きくならなかったが、揚力の向上は明らかであった。さらにカナードつきデルタ翼形式はCCV技術の適用にも都合が良かったため、これ以降の多くの戦闘機に採用され、一時はこちらのほうが主流になるかに見えた。Su-27系列のカナード付の機種やダッソー・ラファール、J-20など、カナードとLERXを併用したようなものも見られる。しかし、全遊動式の全金属製カナード翼には後方の主翼の効率を下げる問題があることと、新たにステルス性を損なうという問題があることが発見されたため、F-22においては通常の尾翼形式とLERXが採用されている。比較審査においてF-22に敗れたYF-23にも、ブレンデッドウィングボディ形式を併用したLERXが採用されていた。ただしF-22のエアインテーク横や、YF-23の機首横にあるフィンはノースロップ タシット・ブルー由来の「機体に鋭角を作らない」ことを目的としたステルス技術上のものである可能性が高い。。

## LERX以外のストレーキ

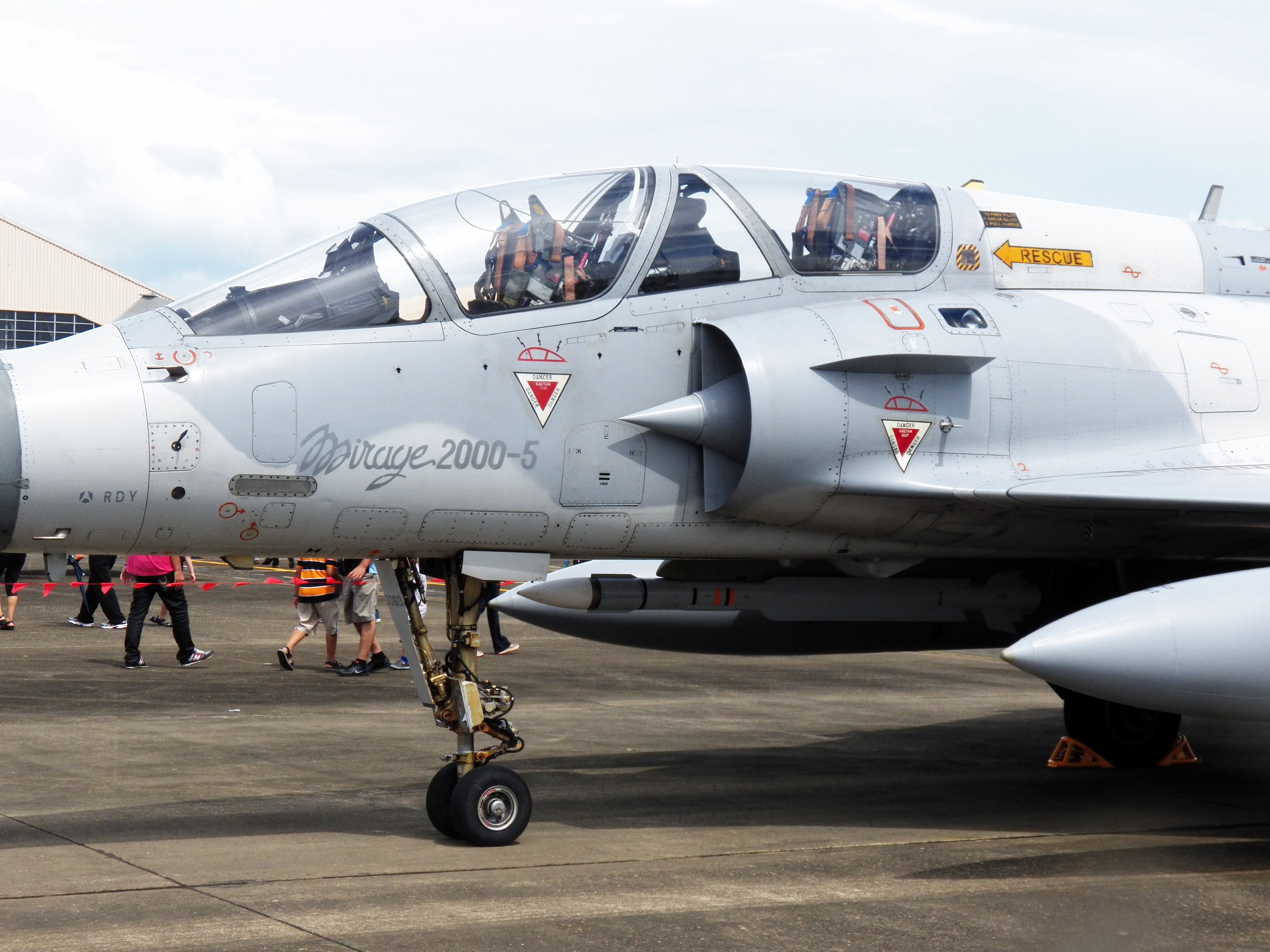
ミラージュ2000。インテーク直後（主翼より上、後部座席の下部分）に、ストレーキが設置されている。

LERX以外のストレーキとしては、ミラージュ2000のエアインテーク横に取り付けられているものや、ユーロファイター タイフーンのカナードと主翼の間に取り付けられているものなどが挙げられる。
また、F/A-18は、初期においてLERXから発生した渦が垂直尾翼に直撃してクラックが入るという問題が発生したため、上面の渦の流れの方向を変え、尾翼への直撃を減らす目的でLEX フェンスと呼ばれるストレーキがLERX上部に全てのF/A-18（A-D型）に取り付けられた。なお、E型以降は改設計により渦の発生位置が変更されたため、LEX フェンスは取り付けられていない。
自動車においては、車輪前部などに整流のために取り付けられる板状のエアロパーツがストレーキと呼ばれる場合がある。

## 主な採用機
- F-5
- SR-71
- F-16
- F/A-18
- MiG-29
- Su-27
- F-22
- F-2
- FC-1